# Ellen Braumüller
Ellen Braumüller, född 24 december 1910 i Berlin, död 10 augusti 1991 i Berlin, var en tysk friidrottare. Hennes yngre syster var Inge Braumüller.
Braumüller blev guldmedaljör i trekamp (omfattade då löpning 100 m, höjdhopp och spjutkastning) vid den III.e damolympiaden 1930 i Prag och olympisk silvermedaljör i spjutkastning vid sommarspelen 1932 i Los Angeles.
Under OS 1932 tävlade hon även i stafettlöpning där hon slutade på en 6.e plats i stafett 4 x 100 meter (med Marie Dollinger, Tilly Fleischer och Grete Heublein).